# Annalena Baerbock
Annalena Baerbock (Hannover, 1980. december 15. –) német politikus, 2021-től Németország külügyminisztere, 2018 óta a Szövetség ’90/Zöldek társelnöke Robert Habeckkel együtt. A 2021-es Bundestag-választáson a Zöldek kancellárjelöltje.
Baerbock 2013 óta a német Bundestag tagja. 2012 és 2015 között a Szövetség ’90/Zöldek párttanácsának tagja, 2009 és 2013 között a brandenburgi pártszervezet elnöke volt. A párt pragmatikus szárnyához, az úgynevezett Realo-szárnyhoz tartozik.

## Életút
Annalena Baerbock anyja szociális munkás, apja a gépészmérnök volt. Kisgyermekkorában egy ideig Nürnbergben éltek. 1985-ben családja a Hannover melletti Pattensenbe költözött. Itt két nővérével és két unokatestvérével lakott együtt a szülők által felújított parasztházban, Schulenburgban. Az 1980-as években még gyerekként szüleivel együtt részt vett a fegyverkezési verseny és az atomenergia elleni tüntetéseken. 16 éves korában egy csereévet töltött Floridában. Iskolai tanulmányait 2000-ben érettségivel fejezte be a hannoveri Humboldtschuléban. Végzősként a Hannoversche Allgemeine Zeitung diákprojektje, a ZiSH (Zeitung in der Schule, Újság az iskolában)  újságírója volt.
2000 és 2004 között Baerbock osztatlan képzésben tanult politológiát a Hamburgi Egyetemen. A képzés során Vordiplomot szerzett: ez nem diploma, hanem a képzés általános, alapvető ismereteket tartalmazó részének lezárása. Baerbock Vordiplomjában az 1,3 jegy szerepel, ez a magyar rendszerben ötös alának felel meg. Minoron közjogot és európai jogot tanult. Ezt követően tanulmányait a London School of Economicson folytatta, itt 2005-ben szerzett mesterdiplomát „Public International Law” (LL.M.) szakon, diplomájának értékelése a brit rendszerben legjobbnak számító Distinction.
Tanulmányai alatt 2000 és 2003 között szabadúszóként a Hannoversche Allgemeine Zeitungnál dolgozott, illetve Elisabeth Schroedter európai parlamenti képviselő irodájában folytatott gyakornokságot. Tanulmányai befejezése után 2005 és 2008 között Schroedter irodavezetőjeként dolgozott. Emellett 2005-ben a British Institute of Comparative and Public International Law gyakornoka volt. 2008 és 2009 között Szövetség ’90/Zöldek Bundestag-frakciójának kül- és biztonságpolitikai tanácsadója volt.
2009-ben Baerbock doktori disszertáció írásába kezdett a Freie Universität Berlinen, témája a természeti katasztrófák és a humanitárius segély a nemzetközi jogban. Miután 2013-ban bekerült a Bundestagba, azt nyilatkozta, hogy disszertációja már majdnem kész van, viszont az rajta való munkát politikai tevékenysége miatt szünetelteti. Későbbi nyilatkozatai szerint a fokozatszerzési eljárást megszakította, hogy teljes mértékben a képviselői megbízatására tudjon koncentrálni.

## Politikai tisztségei

### Az Európa-ügyi munkacsoport-szóvivő (2008–2013)
Baerbock 2005 óta tagja a Szövetség ’90/Zöldeknek. 2008 és 2013 között a párt Európa-ügyi szövetségi munkacsoportjának szóvivője volt. Ebben a tisztségében tartalmi, koncepcióbeli és stratégiai oldalról is hozzájárult a párt Európa-politikájának kialakításához.

### Az Európai Zöld Párt vezetőségének tagja (2009–2012)
2009 és 2012 között az Európai Zöld Párt vezetőségének tagja volt.

### A Brandenburgi pártszervezet elnöke (2009–2013)
Baerbock 2008 októberétől a brandenburgi pártszervezet választmányának tagja. 2009. november 14-én Baerbockot és Benjamin Raschkét a tartományi pártszervezet társelnökeivé választották. A 2013-as választáson Baerbock bejutott a Bundestagba, és a választást követő tisztújításon nem indult újra a tartományi társelnöki tisztségért.

### A Zöld Párt Tanácsának tagja (2012–2015)
2012 és 2015 között Baerbock a Szövetség ’90/Zöldek 16 tagú párttanácsának tagja volt. A párttanács többek között tanácsadói szereppel bír a szövetségi választmány számára, emellett a szövetségi és tartományi pártszervezetek illetve a párt képviselőinek találkozási pontjaként szolgál.

### A Bundestag tagja (2013 óta)

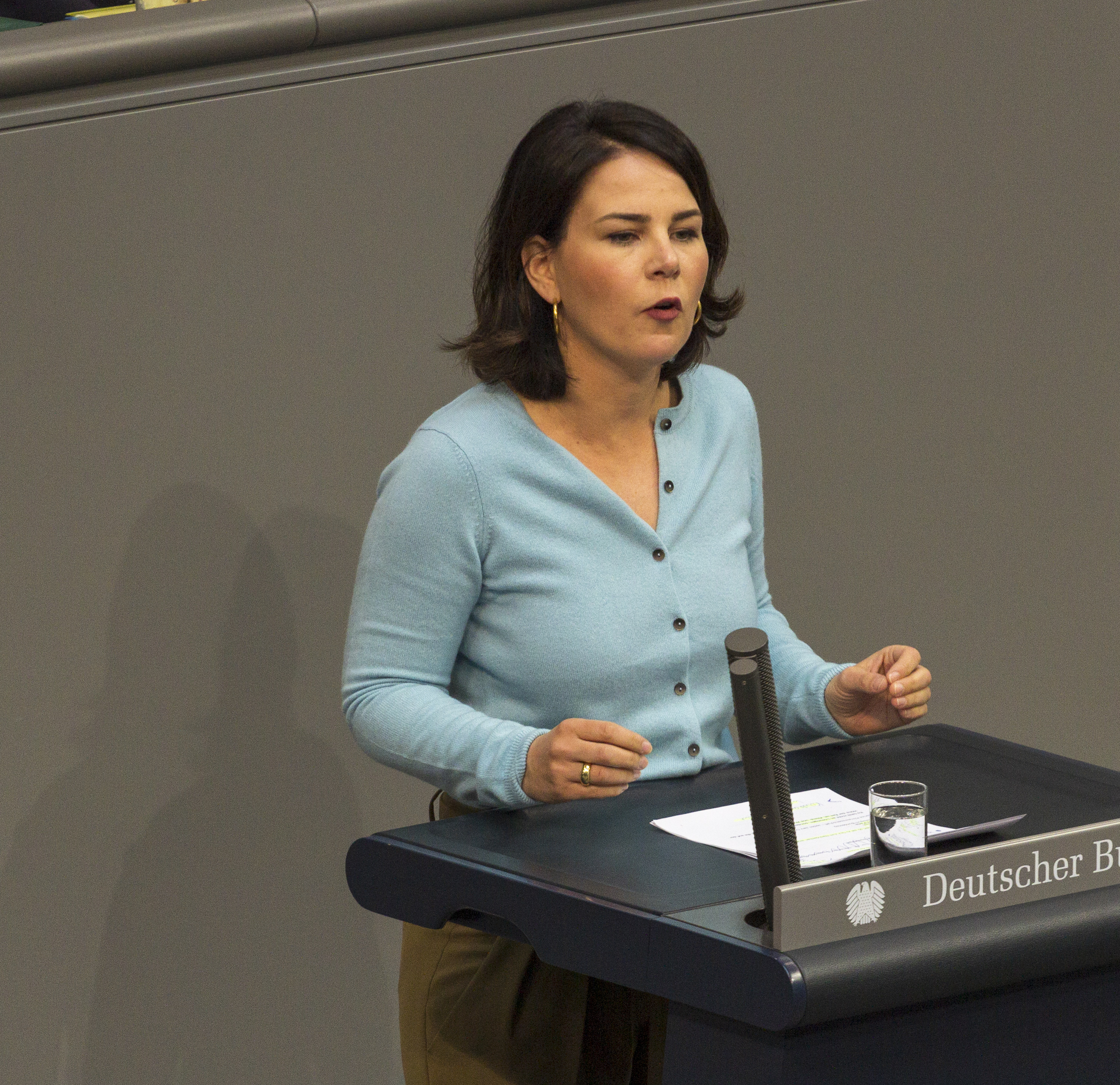
Annalena Baerbock felszólal a Bundestagban (2019)

A 2009-es Bundestag-választáson Baerbock egyéni jelöltként indult a „Frankfurt (Oder) – Oder-Spree” választókerületben. A párt brandenburgi tartományi listáján pedig a 3. helyet foglalta el, viszont sem egyéniben, sem listáról nem sikerült bejutnia a Bundestagba.
A 2013-as választáson „Potsdam – Potsdam-Mittelmark II – Teltow-Fläming II” egyéni választókerületben indult. 2013. március 2-án a Potsdamban tartott jelölőgyűlésen a küldöttek szavazatainak 87,9 százalékával a brandenburgi tartományi lista első helyére választották. A választáson az egyéni szavazatok 7,2%-át szerezte meg, és listáról jutott be a Bundestagba.
Első parlamenti ciklusában Baerbock pártjának klímapolitikai szóvivője lett. Emellett rendes tagja volt a Bundestag gazdaság- és energiaügyi bizottságának és EU-ügyi bizottságának, illetve helyettes tagja a környezetvédelmi bizottságnak és a család-, idős-, nő- és ifjúságügyi bizottságnak. Utóbbi két bizottsági tagságát a következő ciklusban is megtartotta.
A 2017-es választásra készülve 2016. november 26-án Baerbockot volt a küldöttek szavazatainak 99 százalékával ismét a Zöldek brandenburgi listavezetőjének választották. 2017. január 23-án pedig ismét egyéni jelöltté választották a választókerületében. A választáson egyéniben a szavazatok 8,0%-át szerezte meg, a Bundestagba ismét a tartományi listáról került be.
Baerbock részt vett a 2017 őszén lezajlott, Jamaica-koalíciót előkészíteni hivatott pártközi tárgyalásokon.

### A Szövetség ’90/Zöldek pártelnöke  (2018–2022)
Baerbockot 2018. január 27-én, a Hannoverben tartott rendkívüli szövetségi küldöttgyűlésen, a párt társelnökének választották, a másik társelnök Robert Habeck lett. Baerbock a szavazatok 64,5%-át szerezte meg, ezzel legyőzte a párt balszárnyához tartozó Anja Pielt. Korábban a párton belüli pragmatikus Realo-szárny és fundamentalistább balszárnya közötti kompromisszum keretében a pártvezetésben mindkét szárny képviseltette magát, a 2018-ban megválasztott Baerbock–Habeck duónak azonban mindkét tagja a Realo-szárnyhoz tartozik. A 2019. november 16-án tartott pártkongresszuson az elnökséget további két évre ismét megválasztották; Baerbock támogatottsága a szavazáson 97,1% volt.

### Kancellárjelölt 2021
2021. április 19-én jelentették be Annalena Baerbock és Robert Habeck társelnökök, hogy a a Zöld Párt szövetségi elnöksége Baerbockot javasolta a párt kancellárjelöltjének a 2021-es németországi szövetségi választáson.  A Zöldek így, a párt megalakulását követően első alkalommal készülhettek saját kancellárjelölttel a szövetségi választásra. 2021. június 12-én az esedékes pártkonferencia a leadott szavazatok 98,6 százalékával jóváhagyta a javaslatot. Baerbock Angela Merkel után az ország történelmének második női kancellárjelöltje lett, aki a szeptemberi választáskor csak néhány nappal volt idősebb, mint 2002-ben Guido Westerwelle, aki az eddigi legfiatalabb német kancellárjelölt volt. Baerbock korábban sem szövetségi–, sem tartományi kormányzati munkában nem szerzett tapasztalatot.
Baerbock és Habeck a választási kampányt közösen vezették. A választási kampány során egyesek Baerbock kormányzati tapasztalatlanságát rótták fel neki hibául, míg mások egy politikai megújulás lehetőségét hangsúlyoztak vele kapcsolatban.
Kancellárjelöltségével összefüggésben Baerbock kénytelen volt többször is korrigálni önéletrajzát újságírói kutatások leleplezései következtében. Ezek, az önéletrajzában feltárt ellentmondások, a médiában éles kritikát váltottak ki, kétségek merültek fel a kancellárjelölti alkalmasságával kapcsolatban is. 2021 márciusában kiderült, hogy Baerbock a pártja társelnöki tisztsége után kapott több mint 25 220 eurós mellékjövedelmét csak utólagosan tüntette fel a parlamenti  vagyonnyilatkozatában. Amikor 2021 májusában fény derült erre, akkor ezt a Zöldek azon követelésével kapcsolatban különösen kritikusan kommentálták, miszerint ők majd ragaszkodnak hozzá, hogy a képviselők kiegészítő jövedelmeiket "fillérre (centre) pontosan" hozzák nyilvánosságra.  Baerbock később késedelmes eljárását "hibának" és "ostoba mulasztásnak" minősítette.
2021. június 17-én Baerbock bemutatta Jetzt. Wie wir unser Land erneuern című könyvét. Ebben betekintést enged világnézeti gondolkodásába, valamint politikai céljaiba, személyes élményekkel fűszerezve azokat. 2021. június 28-án a "plágium vadász" Stefan Weber közzétett egy listát azokról a szövegrészekről, amelyeket plágiumnak, vagy a szerzői jogok megsértésének minősített Baerbock könyvében. Baerbock kezdetben tagadta a vádakat, mondván, hogy csak nyilvánosan elérhető forrásokból vett át a részeket. Később egy nyilvános vita során elismerte, hogy elmulasztotta közzétenni forrásai listáját, és hogy hibát követett el. Bejelentette, hogy ennek megfelelően átdolgozza a könyvét. Baerbock könyve komoly vitát váltott ki különböző médiumokban a plágiumvádakkal kapcsolatban éppúgy, mint a Zöld Pártnak a felvetett kényes és vitás kérdésekre adott válaszai vonatkozásában. A sajtó megítélése szerint a vita egyrészt fontos politikai kampánytémákról terelte el a figyelmet, másrészt Baerbock támadási felületet adott, sebezhetővé tette magát.
A 2021. szeptember 26-i a németországi szövetségi választáson Baerbock egyéni képviselőjelöltként a 61-es Bundestag–választókerületben az SPD jelöltjével, Olaf Scholzcal, valamint az FDP korábbi főtitkárával, Linda Teuteberggel szállt versenybe a közvetlen parlamenti mandátumért, A választókerületet Scholz nyerte 33,5 százalékkal, Barbocknak a szavazatok 21,3 százalékát sikerült megszereznie.
A kancellári poszt elnyeréséért szintén Olaf Scholzcal, az SPD kancellárjelöltjével kell megküzdenie, valamint Armin Laschettel, a CDU/CSU jelöltjével. A választások eredményei igazolták a közvéleménykutatások előrejelzéseit. Az SPD 25,7 százalékot, a CDU/CSU 24,1 százalékot, a szabaddemokraták 11,5 százalékot, míg a Zöldek 14,8 százalékot értek el. Scholz alakíthatott koalíciós kormányt.
A Baerbock vezetésével elért szövetségi parlamenti választási végeredmény a Zöldeknek 118 mandátumot hozott a Bundestagban, ami a párt történetének legjobb eredménye. A teljesítményt azonban némileg csalódást keltőnek ítélték, mivel a párt úgy végzett a harmadik helyen, hogy 2021 elején, egyes felmérésekben, még vezetett. A csaknem 50 százalékos időközi választási készség lemorzsolódásban pedig Baerbock botrányainak komoly szerepe volt.

### Külügyminiszter

#### 2021
A 2021-es választásokat követően a Zöldek megállapodtak, hogy az FDP-vel és a szociáldemokratákkal kormánykoalícióra lépnek az Olaf Scholz vezette közlekedésilámpa-koalíció formációban. Baerbockot nevezték ki külügyminiszternek. 2021. december 8-án lépett hivatalba, ő volt az első nő, aki betöltötte ezt a tisztséget Németországban.
Baerbock 2021 decemberében Varsóba látogatott, hogy találkozzon Zbigniew Rau lengyel külügyminiszterrel. Megvitatták Lengyelországnak az EU-val folytatott vitáját a jogállamiságról és az európai uniós jog elsőbbrendűségéről. Baerbock támogatta Lengyelország erőfeszítéseit a Fehéroroszországból beutazni kívánó migránsok beáramlásának megállítására, de elutasította a második világháborús jóvátétel Lengyelországnak történő kifizetésének gondolatát. Németország változatlanul azt állítja, hogy Lengyelország az 1953-as megállapodás értelmében lemondott minden jóvátételi követeléséről. Lengyelország elutasítja ezt az álláspontot, arra hivatkozva, hogy a lengyel kormány akkor a Szovjetunió befolyása alatt állt, és így az 1953-as lemondás nem jelent máig kötelező érvényt.
2021. december 23-án Baerbock arra figyelmeztetett, hogy Afganisztán "korunk legsúlyosabb humanitárius katasztrófája felé tart", mivel a főbb gazdasági ágazatok összeomlanak, és több mint 24 millió embernek van szüksége humanitárius segítségre. Azt mondta: "Nem hagyhatjuk, hogy gyermekek százezrei haljanak meg azért, mert nem akarunk cselekedni." Azt is megígérte, hogy felgyorsítják a több mint 15 000 kiszolgáltatott afgán evakuálását, beleértve a Németországnak dolgozó személyzeteket és családtagjaikat is.

#### 2022
Amikor Németország 2022-ben a Hetek csoportjának (G7) soros elnökségét töltötte be, Baerbock elnökölt a G7 külügyminiszteri ülésein.
2022 januárjában Baerbock megtagadta, hogy német fegyvereket szállítson Ukrajnának az ukrán-orosz határon növekvő feszültségek közepette, miközben a NATO-szövetségesek, köztük az Egyesült Államok úgy döntöttek, hogy fegyvereket küldenek Ukrajna támogatására. 2022 februárjában, Oroszország 2022-es ukrajnai invázióját követően az orosz SWIFT-hez való hozzáférés blokkolása ellen érvelt.
A 2022 áprilisi bucsai mészárlást követően 40 orosz diplomatát és nagykövetségi alkalmazottat utasított ki Berlinből, csatlakozva más európai uniós országokhoz, amelyek az orosz csapatok által Ukrajnában elkövetett állítólagos háborús bűncselekményekre reagáltak. 2022 áprilisában szintén ő volt a házigazdája egy adományozói konferenciának, amelyen az európai és nemzetközi kormányok megállapodtak abban, hogy 659,5 millió eurós (718,6 millió dollár) segélyt nyújtanak Moldovának, amely akkoriban több mint 100 000 ukrajnai menekültnek adott otthont.

#### 2023
2023 januárjában Baerbock harmadszor látogatott Ukrajnába, és az előző év májusi bucsai és szeptemberi kijevi látogatását követően Harkivban tett látogatást.
Baerbock az Európa Tanács Parlamenti Közgyűlésén 2023. január 24-én tartott ünnepi beszédében angolul azt mondta: "We are fighting a war against Russia, not against each other." ("Oroszország ellen vívunk háborút, nem egymás ellen.") Ezen a kijentésen a népszerű német Bild bulvárújság rögtön kapott, s nemsokkal elhangzását követően már  főcímben hozta: "Háborúban állunk Oroszországgal".
A megfogalmazást Németországban jobboldali, konzervatív politikusok keményen bírálták, mint szakmaiatlanságról tanúskodó megnyilvánulást. Értetlenség és erős elmarasztalás követte a kijelentést Oroszország részéről is. A német külügyminisztérium szóvivője később hangsúlyozta, hogy Németország nem részese a konfliktusnak, és a beszéd az agressziós háborúval szembeni egységes álláspont kialakításának kontextusában hangzott el.
A 2023-as Izraeli-Hamász háború kezdetén Baerbock támogatásáról biztosította Izraelt és kiállt annak az önvédelemhez való joga mellett. 2023. október 23-án megakadályozta az uniós miniszterek nyilatkozatát, amelyben „azonnali humanitárius tűzszünetre” szólítottak fel a Gázai övezetben élő civilek megsegítésére. 2023. november 11-én Izraelbe látogatott, hogy kifejezze szolidaritását az országgal, egyben elutasította a tűzszünetre vonatkozó felhívásokat, de támogatta a „humanitárius szüneteket”, hogy segélyeket juttassanak el a gázai palesztin civileknek. Kijelentette, hogy „Németország számára Izrael biztonsága nem vonható kétségbe. Rámutatott Németország „történelmi és erkölcsi felelősségére a zsidó nép és Izrael állam iránt” a holokauszt miatt. 2023. december 17-én David Cameron brit külügyminiszterrel közös cikket írt a The Sunday Timesba, amelyben olyan intézkedéseket sürgetett, amelyek „kikövezik az utat egy fenntartható gázai tűzszünethez.

#### 2024
2024 júliusában Baerbock a CNN amerikai televíziós csatornának adott interjújában kijelentette, hogy nem indul újra a Zöldek kancellárjelöltjeként. Ahelyett, hogy a kancellárjelöltségre fókuszálna, minden energiáját a jelenlegi külügyminiszteri szerepének kívánja szentelni.
A Zöldek a 2024. szeptember 1-jei türingiai tartományi választáson 3,2 százalékot értek el, pont a tizedét az AfD eredményének, ezzel a hatodik helyen végeztek, míg a szászországi tartományi választáson a szavazatok 5,1 százalékát kapták, evvel az ötödik helyre kerültek.  Baerbockék pártja ezekkel az eredményekkel nagyban hozzájárult a kormányzó közlekedésilámpa-koalíció kudarcához.
A tartományi választásokon a többi párt így szerepelt:
AfD: 32,8% | 30,6%; CDU/CSU: 23,6 | 31,9; BSW: 15,8 | 11,8; Linke: 13,1% | 4,5%; SPD: 6,1% | 7,3%; FDP: 1,1% | 0,9% (Türingia % | Szászország %).

## Politikai nézetei

### Energia-, klíma- és környezetvédelmi politika
Baerbock szorgalmazta a szénenergia 2030-ig történő fokozatos kivezetését, a 130 km/h-s sebességkorlátozást az autópályákon, valamint hogy legkésőbb 2030-tól kezdve minden újonnan forgalomba helyezett autó károsanyagkibocsátás-mentes kell legyen. A „mezőgazdasági szubvencióknak a közjóra kell alapulniuk, nem pedig a megművelt terület méretére. A gazdálkodóknak lehetőségük kell legyen arra, hogy pénzt keressenek a klímavédelemmel.” Emellett az állatállományt és a hústermelést „jelentősen csökkenteni kell.” Baerbock szerint „a klímapolitika nem ellenfele a gazdaságnak”, és az a cél, hogy „Németországot mint ipari központot átvezessük a 21. századba – tekintettel a párizsi klímaegyezményre.” Baerbock a klímasemleges, (azaz üvegházhatású gázok, például szén-dioxid, kibocsátása nélkül előállított) európai acél gyártását szorgalmazza. Ezenkívül elképzelhetőnek tartja a klímavédelmi alapon kivetett vámok bevezetését. Elképzelései szerint a Németországon belüli utazások során a repülésnek „2035-ig feleslegessé kellene válnia” – ezt a vasúti hálózat fejlesztésével érné el. A Deutschlandfunknak adott interjújában a német vállalatok és a termelő létesítmények szerkezeti átalakítását szorgalmazta: „A harmadik terület az ipar szerkezeti átalakítása, ezért nyomom itt a gázpedált, mert iparunk abszolút versenyben van. A kérdés most az, hogy ki gyárt elsőként például szén-dioxid-semleges acélt. Ez elengedhetetlen a munkahelyek védelméhez Németországban és Európában. Ha nem mi járunk élen ebben, akkor mások fognak. Láttuk már, hogy amikor Kína acéllal árasztja el az európai piacot, akkor [Európában] nagy üzemeket kell bezárni, ezt pedig meg akarom akadályozni.”

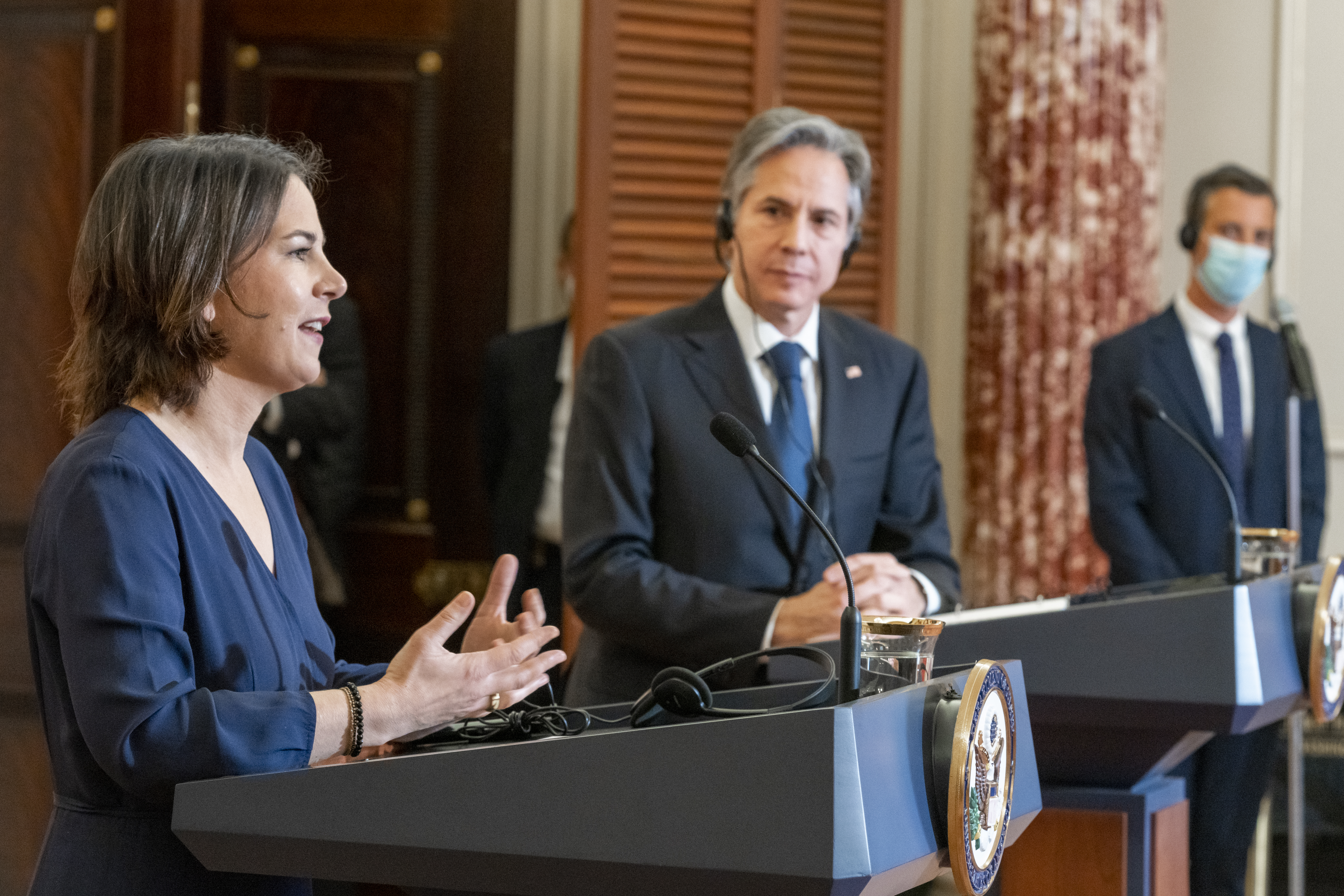
Antony J. Blinken, az Egyesült Államok külügyminisztere, sajtóértekezletet tart Annalena Baerbock német külügyminiszterrel az amerikai külügyminisztériumban, Washingtonban, 2022. január 5-én.

2021. április 29-én a Német Szövetségi Alkotmánybíróság a német klímavédelmi törvényről szóló ítéletében arra kötelezte a törvényhozást, hogy szigorúbb kibocsátási szabályozást vezessen be. Ezt követően Baerbock jelezte, hogy ha a 2021 őszén esedékes szövetségi választás után a Zöldek benne lesznek a kormánykoalícióban, akkor konkrét kibocsátási célokat fognak előírni. Szükségesnek tartja továbbá a 2020-as évek közepéig a jelenlegi kvótához képest megduplázni az évente újonnan kiépített megújuló energiaforrások teljesítményét. A szénenergiából való kilépést emellett korábban tervezettnél hamarabb szeretné befejezni. Baerbock szerint a szén-dioxidra kivetett adó (CO2-Preis) célja egyrészt a klímasemleges gyártásba való befektetések ösztönzése, másrészt a klímára nézve káros tevékenységek megdrágítása; a Zöldek az adót magasabbra emelnék. Az adóból származó bevételeket Baerbock ún. Energiegeld formájában osztaná vissza a polgároknak; ennek eredményeképpen az adó összességében azok számára jelentene komoly többletkiadást, akik nagy kibocsátással járó tevékenységet folytatnak.

### Migrációs politika
2019. június 20-án, a menekültek világnapja és az ezzel egy időben zajló EU-csúcs alkalmából Baerbock felszólította az állam- és kormányfőket, hogy tegyenek lépéseket az Európába való nagy számban történő legális menekülés lehetővé tétele, a menekültek közös európai elosztása, illetve egy európai tengeri mentési misszió azonnali felállításának irányában.
A görögországi Moria menekülttáborban 2020-ban bekövetkezett súlyos tűz után Baerbock szorgalmazta, hogy Németország fogadjon be 5000 védelemre szoruló embert a táborból, továbbá hogy ürítsék ki Moriát, és vigyék biztonságba az ott lakókat. „Németországnak cselekednie kell – és nemcsak mától kezdve, hanem évek óta kellett volna.” Emellett azt javasolta, hogy hozzanak létre befogadási központokat az EU külső határainál, ahol a menekülteket „gyorsan nyilvántartásba lehet vehetik, majd biztonsági ellenőrzésnek és adat-összehasonlításnak vethetik alá”, hogy ezután a lehető leghamarabb eloszthassák őket az EU-n belül, majd pedig megkezdődhessenek a menekültügyi eljárások.

### Külpolitika
Baerbock erősebb fellépést követel a közös európai védelmi politikában. 
| (németül) „Europa kreist seit Jahren um sich selbst, die Trump-Administration hat der Welt den Rücken gekehrt. Die Lücke, die entstanden ist, füllen autoritäre Staaten“ | (magyarul)„Európa évek óta csak maga körül forog, a Trump-kormány pedig hátat fordított a világnak. A keletkezett űrt autoriter államok töltik be.” |
| – Annalena Baerbock | |

Baerbock szerint ha a Nyugat nem akarja a világpolitikát olyan országokra hagyni mint Kína, Oroszország vagy Törökország, akkor Európának komolyabban kell vennie a világban játszott békítő szerepét. Baerbock azt is szorgalmazza, hogy minden amerikai atomfegyvert kivonjanak Európából.
2021 januárjában Baerbock bírálta Mecklenburg-Elő-Pomeránia tartomány állami tulajdonú környezetvédelmi alapítványát, amelynek célja az Északi Áramlat gázvezeték építésébe való amerikai beavatkozások elleni védelme. A Frankfurter Algemeine Zeitungban erről így nyilatkozott:
| (németül) „Dass mit russischen Geldern eine Stiftung unter dem Deckmantel des Klimaschutzes finanziert wird, die einzig und allein zur Fertigstellung der Pipeline dient, ist einfach ungeheuerlich. Nicht nur klimapolitisch, sondern vor allem geostrategisch.“ | (magyarul)„Az, hogy orosz pénzből egy klímavédőnek álcázott alapítványt finanszíroznak, aminek az egyetlen célja a gázvezeték megépítése, egyszerűen felháborító, nem pusztán klímapolitikai, hanem elsősorban geostratégiai szempontból.” |
| – Annalena Baerbock | |

### Gazdaság- és szociálpolitika
Baerbock szerint Németországnak meg kell maradnia ipari központnak, viszont a gazdasági növekedésnek „a társadalmi-ökológiai piacgazdaság keretein és a bolygó határain belül” kell megvalósulnia, valamint a jólét fogalmát tágabb, az ökológiai helyzetet is magában foglaló módon kellene értelmezni. A klímavédelmi célokat össze kell hangolni a gazdaságpolitikával, és elő kell segíteni többek között a cégek induló támogatását, a digitalizációt, illetve az infrastruktúra és hálózatok gyorsabb kiépítését.
Baerbock indokoltnak tartja az adósság alkotmányos korlátozását (Schuldenbremse). 2020-ban a Deutschlandfunknak elmondta: „Természetesen szükségünk van a korlátlan eladósodás alkotmányban rögzített tiltására.” A konzervatív pártok és az SPD önkormányzati szinten történő működését bírálta, szerinte „az ablakon dobták ki a pénzt”, például lakásépítési projektek keretében. A jelenleg fennálló eladósodási korlátozást azonban Baerbock szerint „ki kell terjeszteni” annak érdekében, hogy lehetővé tegyék az „általános érdekű szolgáltatásokat, a kórházak finanszírozását, az iskolák finanszírozását, illetve a klímaszektor infrastrukturális projektjeit”.
Baerbock a legmagasabb jövedelmi adókulcs három százalékpontos emelése mellett van.

### A koronavírus kezelése

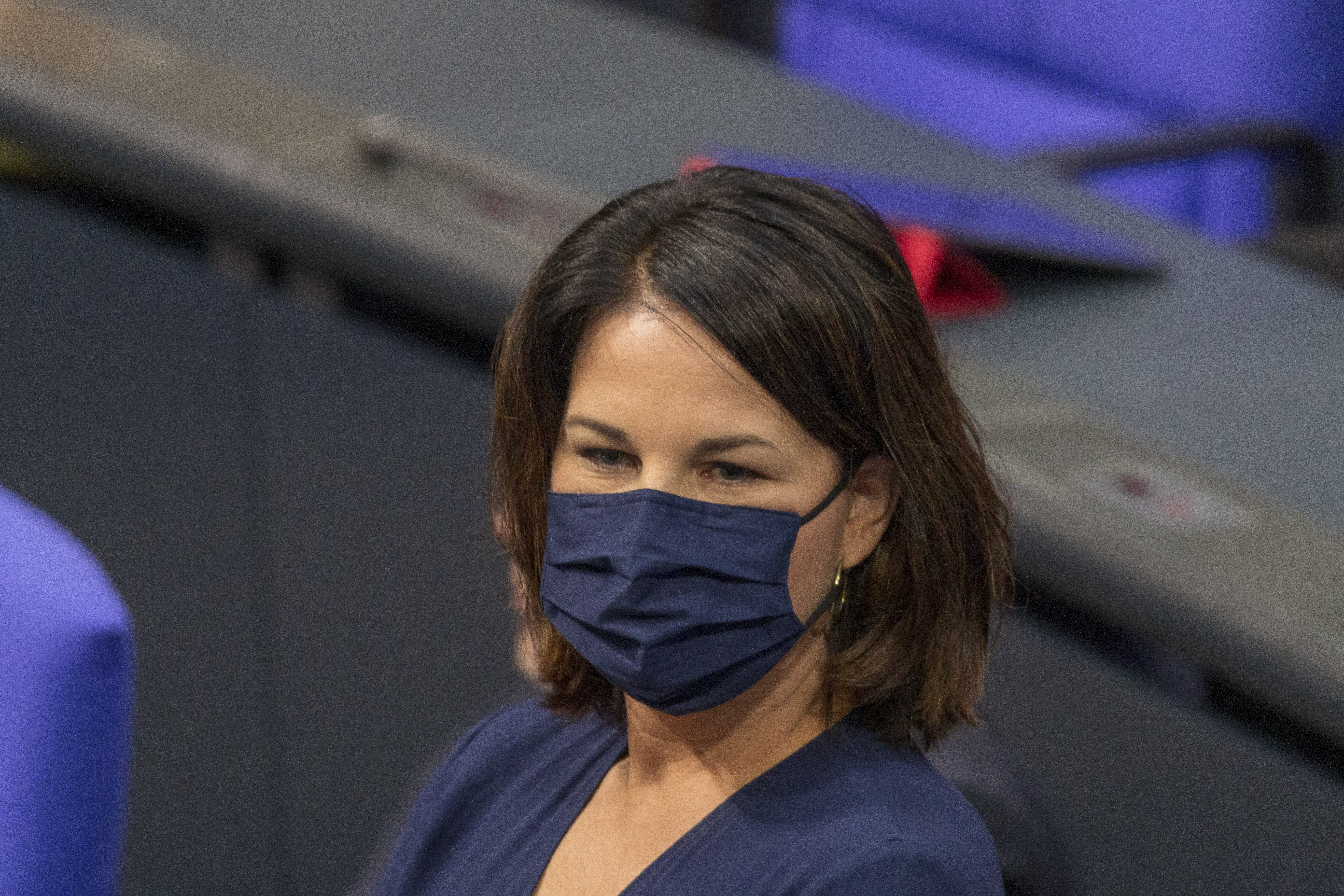
Annalena Baerbock a Bundestagban (2020)

2020. november 20-án Baerbock bemutatott egy 8 pontból álló tervet, aminek célja az iskolai oktatás koronavírus-járvány alatti jobbítása volt. A javasolt intézkedések közé tartozott tantermek mobil légszűrőkkel való felszerelése, az iskolabuszok működésének átalakítása, korona-gyorstesztek használata, nem személyesen megtartott tanári továbbképzések, a karanténszabályok gyerekbarát alakítása, a német piac megnyitása külföldi szélessávú internetszolgáltatók felé, egy szövetségi digitális és médiaképzéssel foglalkozó szerv (Bundeszentrale für digitale und Medienbildung) létrehozása, a „digitális kapcsolattartó” pozíció bevezetése az iskolákban, könyvtárak és múzeumok tanulási térként való használata hátrányos helyzetű gyermekek számára, valamint a tanárszakos hallgatók bevetése. Javasolta továbbá, hogy a gyermeküket egyedül nevelők számára legyen biztosított a gyerekfelügyelet, továbbá legyen minden óvodában és iskolában ügyelet, illetve hogy vezessék be a „korona-családipótlékot”.

## Tagságok
Baerbock 2016-ban alapító tagja, majd elnöke volt a Hand in Hand Potsdam e. V. nevű egyesületnek, amelyben a menekültek megsegítésében tevékenykedett. Később,  2020-tól 2021-ig az egyesület  tanácsadója volt.
Emellett tagja a magát pártokon felülállónak tartó Europa-Union Deutschlandnak. 2020 óta Baerbock a Világgazdasági Fórum Young Global Leaders szervezetének is tagja.

## Személyét érintő kritikák

### Plágiumvádak
2021. júniusban plágiumgyanú vetődött fel Baerbock Jetzt. Wie wir unser Land erneuern című könyvével kapcsolatban, miszerint 12 szakasz szó szerinti átvétele más forrásoknak, mint például blogoknak, újságcikkeknek és a Zöldek párt programjának. A pártja elutasította ezeket a vádakat mint negatív kampányt , és kiállt Bearbock mellett . Baerbock ígéretet tett a források és hivatkozások megjelölésére a további kiadásokban, de később bejelentette, hogy idő hiányában inkább visszavonja a teljes könyvet.

### Jövedelembevallás
2021 májusában több médium is megírta, hogy Baerbock késve adta le végleges vagyonnyilatkozatát a Bundestag illetékes hivatalának, az eredetileg leadott vagyonnyilatkozatában nem tüntetett fel a Zöldek elnökeként 2018-ban, 2019-ben és 2020-ban jövedelemként felvett 25 220 eurót.

### Doktori ösztöndíj
2009. április és 2012. december között Bearbock a Heinrich Böll Alapítvány PhD-ösztöndíjasaként összesen több mint 48 ezer eurót kapott. A Böll Alapítvány a német Oktatási és Kutatási Minisztérium irányelveinek megfelelően nem támogathat olyan személyt, aki "többet tölt munkával vagy más a munkaerőt igénybe vevő tevékenységgel a normál munkaidő egy nyolcadánál". Abban az időben Baerbock volt a Zöldek brandeburgi pártszervezet elnöke, a párt Európa-ügyi szövetségi munkacsoportjának szóvivője és az Európai Zöld Párt vezetőségi tagja. A Zöldek szóvivője kijelentette: "ezekben az években Baerbock kisasszony a doktori munkájára koncentrált. A pártpolitikai, igazából önkéntes elkötelezettségeinek esténként és hétvégénként tett eleget". Baerbock végül nem fejezte be a Naturkatastrophen und humanitäre Hilfen im Völkerrecht című doktori munkáját. Az alapítvány visszavonta a támogatás megtérítésére bejelentett igényét.

### További ellentmondások
2021 júniusában egy újságíró kiderítette, hogy életrajzában túlzott a Német Marshall Fundban és az ENSZ Menekültügyi Főbiztosságában (UNHCR) viselt szerepével kapcsolatban.

## Magánélet
Baerbock 2007-ben házasodott össze Daniel Holefleisch zöldpárti politikustársával. Holefleisch 2004 óta a Zöld Párt vezetésében az üzleti élet meghatározó szereplői és a szövetségi elnökség közötti kommunikációért volt felelős. 2017-től lobbistaként dolgozott a Deutsche Postnál négy éven keresztül. 2022 májusa óta az MSL kommunikációs tanácsadó cég partnere. Váltását a Lobbycontrol nevű, az átláthatóságért és a demokratikus ellenőrzésért harcoló  szervezet "több okból is problematikusnak" találta, állítva, hogy az MSL többször külföldi kormányoknak dolgozott, "például néhány évvel ezelőtt Szaúd-Arábiának".
Baerbock és  Holefleisch két lányával  Potsdamban él.
Baerbock az evangélikus egyház tagja, hitéről így nyilatkozott:
| (németül) „Ich bin nicht gläubig, aber trotzdem in der Kirche, weil mir die Idee des Miteinanders extrem wichtig ist." “ | (magyarul)„Nem vagyok hívő, de még mindig a gyülekezetben vagyok, mert az összetartozás gondolata rendkívül fontos számomra.” |
| | |

## Fordítás
- Ez a szócikk részben vagy egészben  az   Annalena Baerbock című német Wikipédia-szócikk ezen változatának fordításán alapul.  Az eredeti cikk szerkesztőit annak laptörténete sorolja fel. Ez a jelzés csupán a megfogalmazás eredetét és a szerzői jogokat jelzi, nem szolgál a cikkben szereplő információk forrásmegjelöléseként.